# An Hải
An Hải is een van de twee xã's op het eiland Lớn; de andere is An Vĩnh.
An Hải ligt in het district Lý Sơn, een van de districten in de Vietnamese provincie Quảng Ngãi. An Hải ligt in aan de westkust van het eiland.